# Hemitripteridae
Famille
Les Hemitripteridae forment une famille de poissons d'eau de mer de l'ordre des Scorpaeniformes.
Les membres de cette famille se rencontrent dans le nord-ouest de l'Atlantique et dans le Pacifique Nord. Ils présentent la particularité d'être recouverts de petites épines (écailles modifiées).

## Liste des genres
Selon FishBase (13 fev. 2016) et World Register of Marine Species (13 fev. 2016) :
- genre Blepsias Cuvier, 1829 -- 2 espèces
- genre Hemitripterus Cuvier, 1829 -- 3 espèces
- genre Nautichthys Girard, 1858 -- 3 espèces

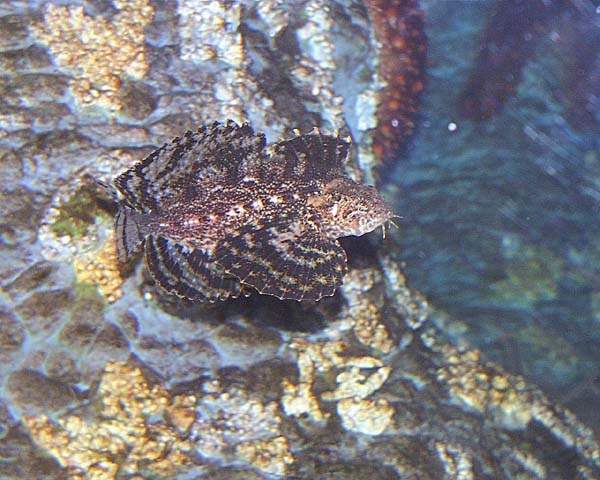
Blepsias bilobus
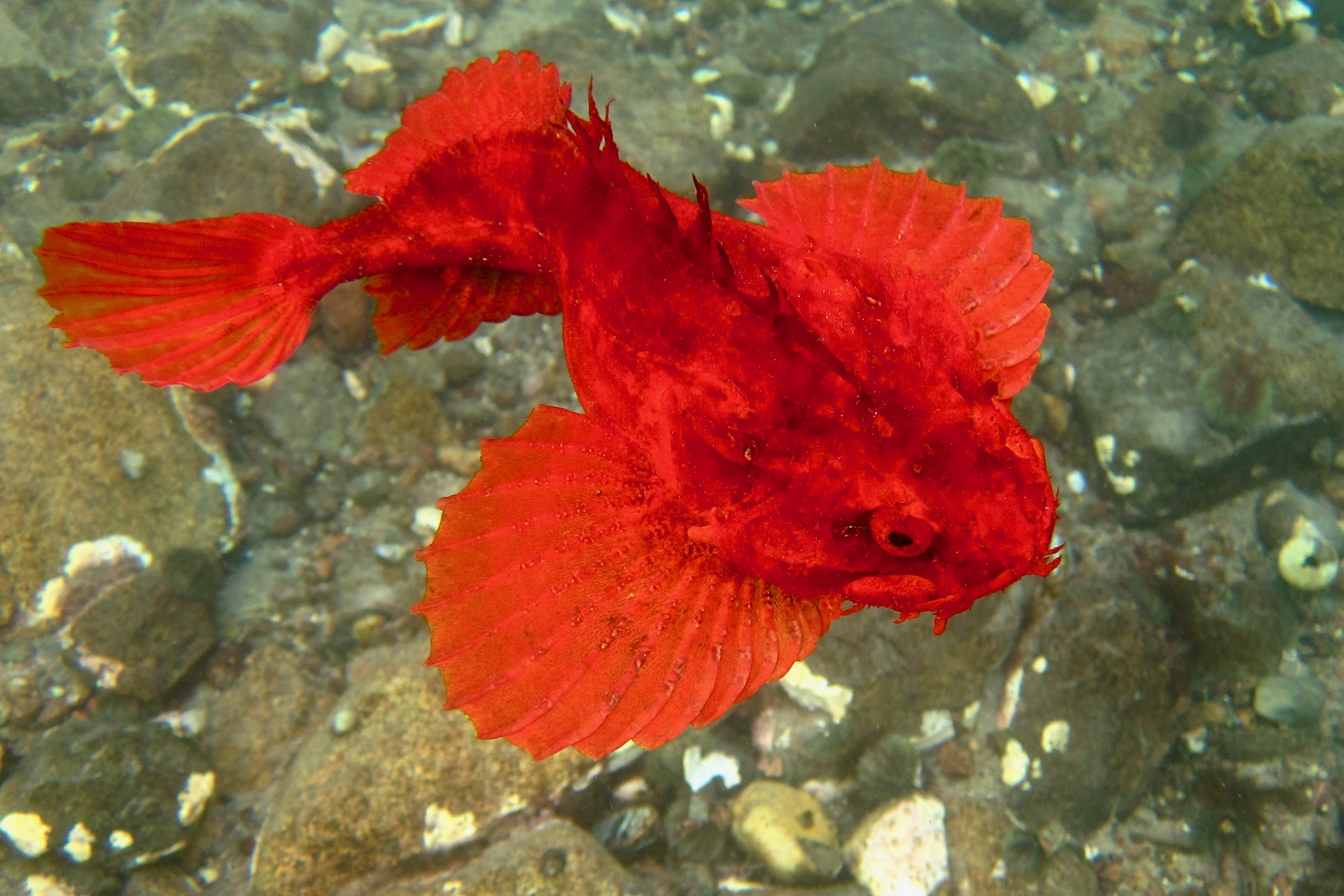
Hemitripterus americanus
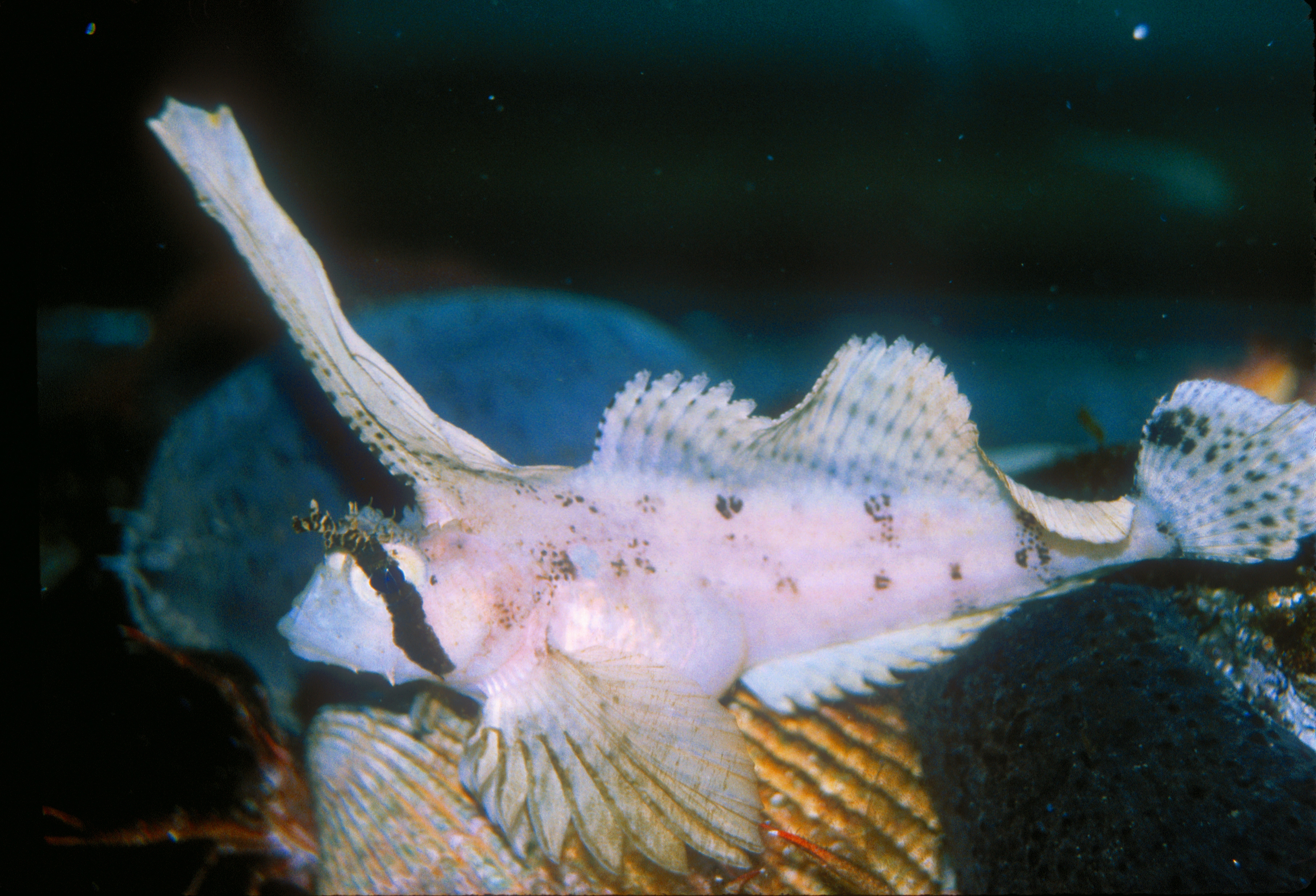
Nautichthys oculofasciatus